# マサチューセッツ芸術大学
マサチューセッツ芸術大学（マサチューセッツげいじゅつだいがく、英: Massachusetts College of Art and Design、MassArt）は、アメリカ合衆国のマサチューセッツ州にある大学。設立は1873年と、4年制州立美術大学のなかでは最も古い。